# Back Chat
«Back Chat» (en español: Impertinencia/Respuesta Impertinente) es una canción escrita por John Deacon (quien se diferenciaba de sus compañeros de banda por tener una influencia más hacia el Soul que hacia el Rock), bajista de la banda de rock inglesa Queen y extraída del álbum Hot Space realizado en 1982 por Queen, es la canción más influenciada por el funk y la música afroamericana dentro del disco. Además del bajo, Deacon también toca la guitarra rítmica, y el sintetizador en la canción.
Esta canción causó fricciones entre los miembros de la banda, sobre todo entre Freddie Mercury y Brian May, ya que el último luchó para conservar al menos algunas sensibilidades de rock agregando un solo de guitarra eléctrica, mientras que Mercury no deseaba que la canción incluyera dicho solo. Después de un acalorado debate, finalmente el solo de Brian May sí fue incluido en "Back Chat".

## Historia
Deacon había elegido un método sin compromiso para eliminar cualquier elemento de rock de sus canciones para Hot Space. Este acto de desafío causó fricción entre los miembros de la banda, particularmente Brian May, que luchó para retener al menos algunas sensibilidades del rock en sus diversiones funk. Después de un acalorado debate, la banda finalmente decidió incluir un solo de guitarra en el tema.

## Lanzamiento
Como sencillo, se detuvo el sencillo en el número 40, y llegó y alcanzó el puesto cuarenta #40 en la lista de sencillos del Reino Unido, pero fue el número tres 3 en Francia y el diecinueve 19 en Irlanda.

## Actuaciones en vivo
La canción de la pista fue interpretada y se realizó sólo durante en el Hot Space Tour a un ritmo mayor velocidad más rápido, con un arreglo de una inclinación y una disposición más orientado hacia el rock.

## Recepción
Back Chat, en una reseña de una crítica del álbum del Hot Space de la Rolling Stone, el crítico John Milward describió el estilo musical de la canción como: «una melodía rock-funk caliente, con pistas de guitarra tan resbaladizas como una pista de baile helada.»

## Apariciones en otros medios
Back Chat fue utilizado en un episodio de Friends, en un flashback de los días de los personajes principales en la escuela secundaria. En la escena están en una fiesta en la que se burlan de Mónica por su peso.
También fue utilizado en el film francés Le Marginal de 1983, protagonizado por Jean-Paul Belmondo.

## Créditos
- Escrita por: John Deacon
- Producida por: Queen y Mack
- Músicos:

- Freddie Mercury: voz principal y coros
- Brian May: guitarra solista
- Roger Taylor: batería, batería electrónica
- John Deacon: bajo, teclado, guitarra rítmica, sintetizador, caja de ritmos